# Dwarasandra, Srinivaspur
Dwarasandra là một làng thuộc tehsil Srinivaspur, huyện Kolar, bang Karnataka, Ấn Độ.